# Senijad Ibričić
Senijad Ibričić (* 26. September 1985 in Kotor Varoš) ist ein bosnisch-herzegowinischer Fußballspieler, der auch die kroatische Staatsangehörigkeit besitzt.

## Karriere

### Vereine
Ibričić begann seine Karriere beim Podgrmeč Sanski Most. Von 2004 bis 2008 spielte er für den NK Zagreb. Im Juli 2008 unterschrieb er beim Ligakonkurrenten Hajduk Split einen Vierjahresvertrag. Seit März 2011 spielte er beim russischen Verein Lokomotive Moskau.
Zum Sommer 2012 wechselte er in die türkische Süper Lig zu Gaziantepspor. Ein wichtiges Tor für Gaziantep erzielte er beim überraschenden Auswärts-1:1 am 30. November 2012 bei Tabellenführer Galatasaray. Bereits zur Winterpause 2012/13 löste er seinen Vertrag mit Gaziantepspor auf und wechselte innerhalb der Süper Lig zu Kasımpaşa Istanbul.
Im Sommer 2013 wechselte er innerhalb der Liga zu Kayseri Erciyesspor. Zur Rückrunde der Saison 2014/15 wechselte Ibričić zum mazedonischen Verein Vardar Skopje. Mit diesem Klub beendete er die Saison als Mazedonischer Meister. Im Sommer 2015 kehrte er in die Türkei zurück und spielte eine halbe Saison für den Zweitligisten Karşıyaka SK. Anschließend wechselte er im Januar 2016 zum iranischen Erstligisten Sepahan FC.
Zur Spielzeit 2016/17 wechselte Ibričić zum slowenischen Erstligisten FC Koper und absolvierte 30 Pflichtspiele und erzielte sieben Tore. Der FC Koper erhielt für die Folgesaison keine Lizenz und stieg zwangsmäßig ab und der Ligakonkurrent und Europapokalanwärter NK Domžale heuerte Ibričić für die eigene Mannschaft an.

### Nationalmannschaft
Am 2. Februar 2005 debütierte Ibričić in der bosnisch-herzegowinischen A-Nationalmannschaft. Beim Spiel in Iran  wurde er eingewechselt. Sein erstes Tor für die A-Nationalmannschaft erzielte er am 28. August 2008 bei der 1:2-Niederlage gegen Bulgarien.
Bei der Fußball-Weltmeisterschaft 2014 in Brasilien wurde er mit 29 Jahren als Ergänzungsspieler in den Spielerkader von Bosnien-Herzegowina aufgenommen und kam im Turnierverlauf zu keinem Einsatz unter dem Nationaltrainer Safet Sušić. Nach der Gruppenphase schied seine Mannschaft vorzeitig aus. Daraufhin erklärte Ibričić seinen Rücktritt aus der Nationalmannschaft. Insgesamt lief er 42-mal für die A-Auswahl aus Bosnien-Herzegowina auf und erzielte dabei vier Tore.

## Erfolge
- Mit Hajduk Split
  - Kroatischer Pokalsieger: 2009/10[6]

- Mit Vardar Skopje
  - Mazedonischer Meister: 2014/15[6]